# 202093 Jogaila
202093 Jogaila è un asteroide della fascia principale. Scoperto nel 2004, presenta un'orbita caratterizzata da un semiasse maggiore pari a 2,7975054 au e da un'eccentricità di 0,0325439, inclinata di 4,59790° rispetto all'eclittica.